# Poliomintha
Poliomintha, biljni rod iz porodice usnača smješten u podtribus Clinopodiinae, dio tribusa Saturejeae, potporodica Nepetoideae.
Sastoji se od 8 priznatih vrsta iz Sjeverne Amerike, jugozapad SAD–a i sjeverni Meksiko. Tipična je Hedeoma incana Torr., sinonim za Poliomintha incana.

## Etimologija
Latinsko ime roda dolazi od grčkih riječi polios što znači siv i minthe što znači menta.

## Opis
Polugrmovi i grmovi 

## Vrste
1. Poliomintha bustamanta B.L.Turner
2. Poliomintha conjunctrix Epling & Wiggins
3. Poliomintha dendritica B.L.Turner
4. Poliomintha glabrescens A.Gray ex Hemsl.
5. Poliomintha incana (Torr.) A.Gray
6. Poliomintha longiflora A.Gray
7. Poliomintha maderensis Henrard
8. Poliomintha marifolia (S.Schauer) A.Gray